# (28572) Salebreton
(28572) Salebreton est un astéroïde de la ceinture principale.

## Description
(28572) Salebreton est un astéroïde de la ceinture principale. Il fut découvert par l'observatoire Lincoln travaillant sur le programme LINEAR le 5 mars 2000 à Socorro. Il présente une orbite caractérisée par un demi-grand axe de 2,44 UA, une excentricité de 0,1577 et une inclinaison de 5,37° par rapport à l'écliptique.
Il fut nommé en hommage à Stephen Adam Le Breton, lycéen américain au Greenwich College, à Greenwich, dans l'État du Connecticut et lauréat d'un concours.

## Compléments